# Trosna (Orjol, Trosnjanski)
Trosna (russisch Тросна́) ist ein Dorf (selo) in der Oblast Orjol in Russland mit 2530 Einwohnern (Stand 14. Oktober 2010).

## Geographie

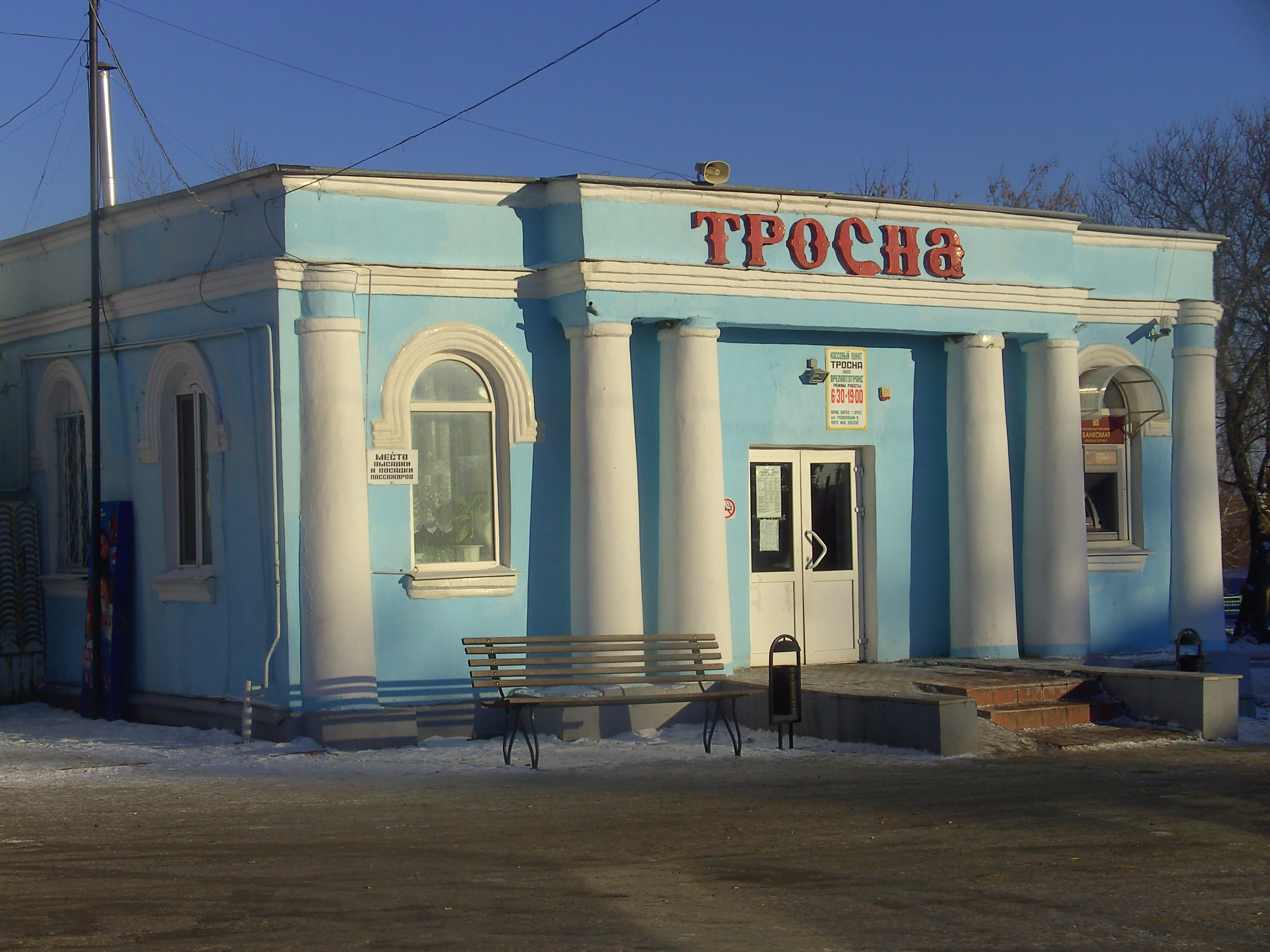
Busstation von Trosna

Der Ort liegt etwa 60 km Luftlinie südsüdwestlich des Oblastverwaltungszentrums Orjol, gut 10 km von der Grenze zur Oblast Kursk entfernt. Er befindet sich am Oberlauf des Flüsschens Trossenka, das über die Rakitnja zur Oka abfließt.
Trosna ist Verwaltungszentrum des Rajons Trosnjanski sowie Sitz der Landgemeinde Trosnjanskoje selskoje posselenije, zu der 23 weitere Dörfer gehören. Davon haben vier Dörfer mehr als 100 Einwohner: Grankino (7 km westlich), Nischnjaja Morosicha (7 km östlich), Nowyje Turji (5 km südlich) und Somowo (gut 5 km östlich); sieben Orte haben über 50, elf unter 50 und ein Ort keine ständigen Einwohner (Stand 2010).

## Geschichte
Das Dorf wurde vermutlich spätestens im 17. Jahrhundert gegründet und zunächst Jefratowo genannt. 1734 wurde es erstmals urkundlich erwähnt, bereits mit der Alternativbezeichnung Trosna. 1861 wurde es Sitz einer Wolost im Ujesd Kromy des Gouvernements Orjol, wobei bis ins frühe 20. Jahrhundert in Dokumenten beide Bezeichnungen verwendet wurden.
Am 30. Juli 1928 wurde Trosna erstmals Verwaltungssitz eines neu geschaffenen, nach ihm benannten Rajons, der allerdings bereits am 25. September 1930 (nach anderen Angaben im Januar 1931) wieder aufgelöst wurde; sein Territorium wurde dem Kromski rajon angeschlossen. Nach Bildung der Oblast Kursk am 13. Juni 1934 wurde der Trosnjanski rajon am 18. Januar 1935 wiederhergestellt; die Oblast Orjol entstand erst 1937 durch Ausgliederung aus der Oblast Kursk, und der Rajon wurde am 13. Juli 1944 an diese übergeben.
Im Zweiten Weltkrieg war Trosna vom Anfang Oktober 1941 bis Mitte August 1943 von der deutschen Wehrmacht besetzt.
Am 1. Februar 1963 wurde der Rajon erneut zugunsten des Kromski rajon aufgelöst und am 23. August 1985 wiederhergestellt.

### Bevölkerungsentwicklung
| Jahr | Einwohner |
| ---- | --------- |
| 1897 | 914       |
| 1939 | 1542      |
| 1959 | 1497      |
| 1989 | 2346      |
| 2002 | 2662      |
| 2010 | 2530      |

Anmerkung: Volkszählungsdaten

## Verkehr
Durch Trosna verläuft die föderale Fernstraße M2 Krim (Teil der Europastraße 105) von Moskau über Tula, Orjol, Kursk und Belgorod zur ukrainischen Grenze (dort weiter in Richtung Charkiw – Saporischschja – Krim). Vier Kilometer nördlich zweigt in westlicher Richtung die föderale Fernstraße A142 als Teil der Europastraße 391 und Querverbindung zur M3 Ukraina über Schelesnogorsk und Dmitrijew-Lgowski ab.
Die nächstgelegene Bahnstation ist 15 km westlich Kurbakinskaja bei der Siedlung Magnitny, an der Strecke Arbusowo (bei Dmitrijew-Lgowski) – Schelesnogorsk (Station Michailowski Rudnik) – Orjol.